# Gulfcupen
Gulfcupen, Arab Gulf Cup, är en regional fotbollturnering arrangerad av Arab Gulf Cup Football Federation för dess åtta medlemsländer. Turneringen hade premiär 1970 och spelas vartannat år. Den nuvarande arrangören tog över ansvaret 2016.

## Resultat
| 1970 Detaljer    | Bahrain               | Kuwait                | n/a(1)         | Bahrain               | Saudiarabien          | n/a(1)         | Qatar                 |
| 1972 Detaljer    | Saudiarabien          | Kuwait                | n/a(1)         | Saudiarabien          | Förenade arabemiraten | n/a(1)         | Qatar                 |
| 1974 Detaljer    | Kuwait                | Kuwait                | 4-0            | Saudiarabien          | Qatar                 | 1-1 (str. 4-1) | Förenade arabemiraten |
| 1976 Detaljer    | Qatar                 | Kuwait                | 4-2            | Irak                  | Qatar                 | n/a(1)         | Bahrain               |
| 1979 Detaljer    | Irak                  | Irak                  | n/a(1)         | Kuwait                | Saudiarabien          | n/a(1)         | Bahrain               |
| 1982 Detaljer    | Förenade arabemiraten | Kuwait                | n/a(1)         | Bahrain               | Förenade arabemiraten | n/a(1)         | Saudiarabien          |
| 1984 Detaljer    | Oman                  | Irak                  | 1-1 (str. 3-2) | Qatar                 | Saudiarabien          | n/a(1)         | Förenade arabemiraten |
| 1986 Detaljer    | Bahrain               | Kuwait                | n/a(1)         | Förenade arabemiraten | Saudiarabien          | n/a(1)         | Qatar                 |
| 1988 Detaljer    | Saudiarabien          | Irak                  | n/a(1)         | Förenade arabemiraten | Saudiarabien          | n/a(1)         | Bahrain               |
| 1990 Detaljer    | Kuwait                | Kuwait                | n/a(1)         | Qatar                 | Bahrain               | n/a(1)         | Oman                  |
| 1992 Detaljer    | Qatar                 | Qatar                 | n/a(1)         | Bahrain               | Saudiarabien          | n/a(1)         | Förenade arabemiraten |
| 1994 Detaljer    | Förenade arabemiraten | Saudiarabien          | n/a(1)         | Förenade arabemiraten | Bahrain               | n/a(1)         | Qatar                 |
| 1996 Detaljer    | Oman                  | Kuwait                | n/a(1)         | Qatar                 | Saudiarabien          | n/a(1)         | Förenade arabemiraten |
| 1998 Detaljer    | Bahrain               | Kuwait                | n/a(1)         | Saudiarabien          | Förenade arabemiraten | n/a(1)         | Oman                  |
| 2002 Detaljer    | Saudiarabien          | Saudiarabien          | n/a(1)         | Qatar                 | Kuwait                | n/a(1)         | Bahrain               |
| 2003 Detaljer    | Kuwait                | Saudiarabien          | n/a(1)         | Bahrain               | Qatar                 | n/a(1)         | Oman                  |
| 2004 Detaljer    | Qatar                 | Qatar                 | 1-1 (str. 5-4) | Oman                  | Bahrain               | 3-1            | Kuwait                |
| 2007 Detaljer    | Förenade arabemiraten | Förenade arabemiraten | 1-0            | Oman                  | Bahrain Saudiarabien  | n/a(2)         |                       |
| 2009 Detaljer    | Oman                  | Oman                  | 0-0 (str. 6-5) | Saudiarabien          |                       |                |                       |
| 2010 Detaljer    | Jemen                 | Kuwait                | 1-0            | Saudiarabien          |                       |                |                       |
| 2013 Detaljer    | Bahrain               | Förenade arabemiraten | 2-1 (Förl)     | Irak                  |                       |                |                       |
| 2014 Detaljer    | Saudiarabien          | Qatar                 | 2-1            | Saudiarabien          |                       |                |                       |
| 2017-18 Detaljer | Kuwait                | Oman                  | 0-0 (str. 5-4) | Förenade arabemiraten |                       |                |                       |
| 2019 Detaljer    | Qatar                 | Bahrain               | 1-0            | Saudiarabien          |                       |                |                       |
| 2023 Detaljer    | Irak                  | Irak                  | 3-2 (Förl)     | Oman                  |                       |                |                       |
| 2024 Detaljer    | Kuwait                |                       |                |                       |                       |                |                       |

## Mästare
- 10 segrar:  Kuwait
- 4 segrar:  Irak
- 3 segrar:  Saudiarabien
- 2 segrar:  Qatar
- 1 seger:  Förenade Arabemiraten
- 1 seger:  Oman